# Anatolij Samojlenko
Anatolij Mychajlowytsch Samojlenko (ukrainisch Анато́лій Миха́йлович Само́йленко, russisch Анатолий Михайлович Самойленко Anatoli Michailowitsch Samoilenko; * 2. Januar 1938 in Potijiwka, Oblast Schytomyr, Ukrainische SSR; † 4. Dezember 2020 in Kiew, Ukraine) war ein sowjetischer bzw. ukrainischer Mathematiker, der sich mit Differentialgleichungen und nichtlinearer Mechanik befasste.

## Leben
Anatolij Samojlenko kam in Potijiwka im Rajon Radomyschl, Oblast Schytomyr, zur Welt. Später zog seine Familie mit ihm in die Stadt Malyn in derselben Oblast, wo Samojlenko das Gymnasium besuchte und 1955 das Abitur machte.
Anschließend zog er nach Kiew und absolvierte dort 1960 die später nach ihm benannte Fakultät für Mechanik und Mathematik der Staatlichen Universität Kiew.
Er wurde 1963 promoviert und habilitierte sich 1967 (russischer Doktortitel). Bis 1974 war er leitender Wissenschaftler am Institut für Mathematik der Ukrainischen Akademie der Wissenschaften in Kiew und danach Professor an der Taras-Schewtschenko-Universität Kiew. 1988 wurde er Direktor des Instituts für Mathematik der Ukrainischen Akademie als Nachfolger seines Lehrers Juri Alexejewitsch Mitropolski.
Samojlenko wurde 1978 korrespondierendes und 1995 volles Mitglied der Ukrainischen Akademie der Wissenschaften. 2003 wurde er Mitglied der European Academy of Sciences (EURASC).

## Ehrungen
Samojlenko erhielt zahlreiche Ehrungen, darunter:
- Orden der Völkerfreundschaft (1984)
- Orden „Für Verdienste“ 3. Klasse (2003)
- Orden des Fürsten Jaroslaw des Weisen 5. Klasse (2008)
- Orden des Fürsten Jaroslaw des Weisen 4. Klasse (27. April 2013)
- Diplom der Werchowna Rada der Ukraine (1987)
- Staatspreis der Ukraine in Wissenschaft und Technologie (1985, 1996)
- Staatspreis der Ukraine in der Bildung (2012)
- Verdienter Wissenschaftler der Ukraine (1998)
- Mark-Grigorjewitsch-Krein-Preis (2019)

## Bücher
- mit N. N. Bogoliubov, J. A. Mitropolski: Methods of accelerated convergence in nonlinear mechanics. New York: Springer-Verlag, 1976
- Elements of the Mathematical Theory of Multi-Frequency Oscillations, Kluwer, 1991
- mit J. A. Mitropolski, D. I. Martinyuk: Systems of evolution equations with periodic and quasiperiodic coefficients., Kluwer, 1993
- mit N. A. Perestyuk: Impulsive Differential Equations, World Scientific, 1995
- mit M. Ronto:  Numerical-Analytic Methods in the Theory of Boundary-Value Problems, World Scientific, 2000